# Phacus orbicularis
Phacus orbicularis is een soort in de taxonomische indeling van de Euglenozoa. Deze micro-organismen zijn eencellig en meestal rond de 15-40 mm groot. Het organisme komt uit het geslacht Phacus en behoort tot de familie Phacaceae. Phacus orbicularis werd in 1942 ontdekt door Pochmann.